# Bräckegymnasiet
Bräckegymnasiet är en kommunal gymnasieskola med Bygg- och anläggningsprogrammet i Göteborg. Bräckegymnasiet är Sveriges största gymnasium inom bygg- och anläggningsprogrammet med utbildningar inom byggsektorn. Gymnasiet har sina lokaler på Lindholmen och Stora Holm.

## Bygg- och anläggningsprogrammet
Bräckegymnasiet har 13 inriktningar:
- Anläggare
- Anläggningsmaskinförare
- Betongarbetare
- Byggnadssnickare
- Glastekniker
- Golvläggare
- Murare
- Målare
- Plåtslagare
- Stenmontör
- Undertaksmontör
- Lärlingsutbildning
- Byggnadssnickare med inriktning mot ingenjör